# Francisco Xavier de Albuquerque
Francisco Manoel Xavier de Albuquerque (Manaus, 3 de janeiro de 1926 - Brasília, 9 de abril de 2015) foi um jurista brasileiro. Foi presidente do Supremo Tribunal Federal, de 1981 a 1983.

### Primeiros anos
Natural de Manaus, era filho do médico Francisco Xavier Carneiro de Albuquerque e de D. Haydée Lemos Xavier de Albuquerque. Nos primeiros anos, estudou no Colégio Dom Bosco, de Manaus, nos anos de 1937 a 1941, Depois, fez o curso pré-jurídico no mesmo estabelecimento, em 1942 e 1943.
No dia 05 de novembro de 1949, concluiu o curso de Bacharelado em Direito na Faculdade de Direito do Amazonas, em 5 de novembro de 1949. Posteriormente, conquistou o título de Doutor em Direito, pela mesma Faculdade, colando grau em 11 de agosto de 1958.
No magistério foi Professor interino, de 12 de outubro de 1953 até 10 de agosto de 1958, da cadeira de Direito Judiciário Penal da Faculdade de Direito do Amazonas, e Professor catedrático, a partir de 11 de agosto de 1958, da mesma cadeira, indicado em concurso público de títulos e provas, realizado em 1957, tendo sido nomeado por decreto de 31 de julho de 1958, do Presidente da República. Foi Professor Titular da Faculdade de Direito da Universidade de Brasília, onde ingressou em 1964.

## Obras publicadas
- 1956 - Aspectos da Conexão - tese de concurso à cátedra;
- 1956 - Causas Excludentes da Capacidade Específica do Juiz Penal;
- 1959 - Reflexões sobre velhos e novos problemas: da clássica divisão dicotômica do Direito à disputa unitário-dualística do processo;
- 1962 - Conceito de mérito no Direito Processual Penal (in Estudos de Direito e Processo Penal em Homenagem a Nelson Hungria);
- 1960 - Problemas processuais da execução penal (conferência - in Revista Brasileira de Criminologia e Direito Penal nº 14);
- 1966 - A Assistência no Processo Penal Brasileiro (trabalho escrito em 1965 para os Estudos Jurídicos em Honra de Alfredo Araújo Lopes da Costa - in Revista Brasileira de Criminologia e Direito Penal - nº 12);
- 1966 - Ainda sobre a conexão: utilidade e atualidade de uma lição centenária (trabalho escrito em 1965 para os Estudos Jurídicos em Honra de Luiz Machado Guimarães - in Revista do Tribunal de Justiça do Distrito Federal, nº 1);
- 1967 - O Direito Processual na Constituição de 1967 (conferência pronunciada no curso A Constituição do Brasil de 1967, promovido pela Universidade de Brasília - in Revista de Informação Legislativa do Senado Federal — nº 22).
- 1999 - Textos de Direito Público (Brasília Jurídica, que reuniu a quase totalidade dos trabalhos acima apontados e outros mais recentes);
- 2000 - Exercícios de Advocacia Forense (Brasília Jurídica).